# Oaxtepec
Oaxtepec es una población y una localidad en el municipio de Yautepec en el estado de Morelos, México. Se encuentra a 10 minutos de Cuautla, Morelos y en Carretera Federal Ciudad de México - Cuautla en el kilómetro 78 o por la carretera estatal libre de Xochimilco. Su principal industria son los servicios turísticos y la agricultura.

## Toponimia
El nombre proviene de un vocablo náhuatl: Huax-Tepec; de huaxin: "guaje" (árbol leguminoso de la familia de las acacias), tepetl: "cerro" y -c: "lugar". La interpretación de todo ello, generalmente ha sido aceptada como: "lugar de los guajes" o "cerro de los guajes". Los cronistas de Indias citaron su nombre como Guaztepeque.
La anterior interpretación lingüística está conformada en el diseño de origen precortesiano del símbolo utilizado para referirse a la población de Oaxtepec, el cual aparece en el Códice de Mendoza.

## Historia

### Época Precolombina
En 1438, Moctezuma conquista Oaxtepec, prendado de las bellezas naturales del lugar, envía mensajeros a recorrer todo el imperio en busca de las plantas y flores más exóticas, es así como quedó constituido el primer jardín botánico de América, cincuenta años antes que los de Pisa y Padua ubicados en Italia y cien años antes que en París, Francia.
Los emperadores mexicas que, establecieron centros de retiro y de esparcimiento; sus aguas termales, con abundante contenido de minerales y rodeadas de frondosos amates, formaban un estanque natural de ricas propiedades curativas. También en Oaxtepec crearon un importante jardín botánico en el que cultivaban una gran variedad de árboles frutales, de flores y de plantas medicinales que merecieron el elogio de Hernán Cortés.

### Zonas arqueológicas
A la llegada de los españoles y junto con la conquista la población de Oaxtepec se vio sucumbida por el exterminio, realizado por los conquistadores, haciéndola una población de solo 10 mil habitantes (50 mil habitantes antes de la conquista), los cuales sufrían del yugo y pago de tributos a la Corona española. Dada la gran belleza y colorido del pueblo, los asentamientos dentro y fuera del Jardín Botánico se situaban en los alrededores del mismo. Actualmente en el sitio donde se construyó el templo Santo Domingo de Guzmán se encuentran los basamentos de lo que fue la pirámide mayor del Señorío de Oaxtepec.
Dentro del lugar conocido como "El Bosque" se encuentra una pirámide de vigilancia y varias piedras labradas en donde encontramos una piedra con forma de una serpiente enroscada y la "piedra del sacrificio", conocida así por los habitantes, que en realidad es una piedra matemática utilizada por astrónomos aztecas.
En el Cerro de los Huajes, ubicado frente al panteón del actual pueblo, encontramos basamentos y pirámides aun sin explorar por el INAH. En la Avenida San Juan camino al poblado de San Martín también encontramos de pie zonas piramidales que el paso del tiempo no ha perdonado.

### La Colonia
La Época de la Colonia y específicamente la del Virreinato, durante los siglos XVI al XVII, construyó en el Estado de Morelos majestuosas e imponentes Haciendas y Conventos Agustinos, Dominicos, y Franciscanos que hoy conforman la Ruta de los Conventos; en ella se aprecia el derroche de arte y sensibilidad de las manos indígenas y del arte español que, conjuntando esfuerzos y recursos, consolidaron los dos pilares del régimen colonial: la economía y la religión. Actualmente 11 de estos conventos han sido declarados Patrimonio Cultural de la Humanidad por la UNESCO, tal como es el caso del Ex Convento de Santo Domingo de Guzmán que en 1995 obtiene este reconocimiento ya que es calificado el mejor conservado de la época.

## Exhospital de la Santa Cruz

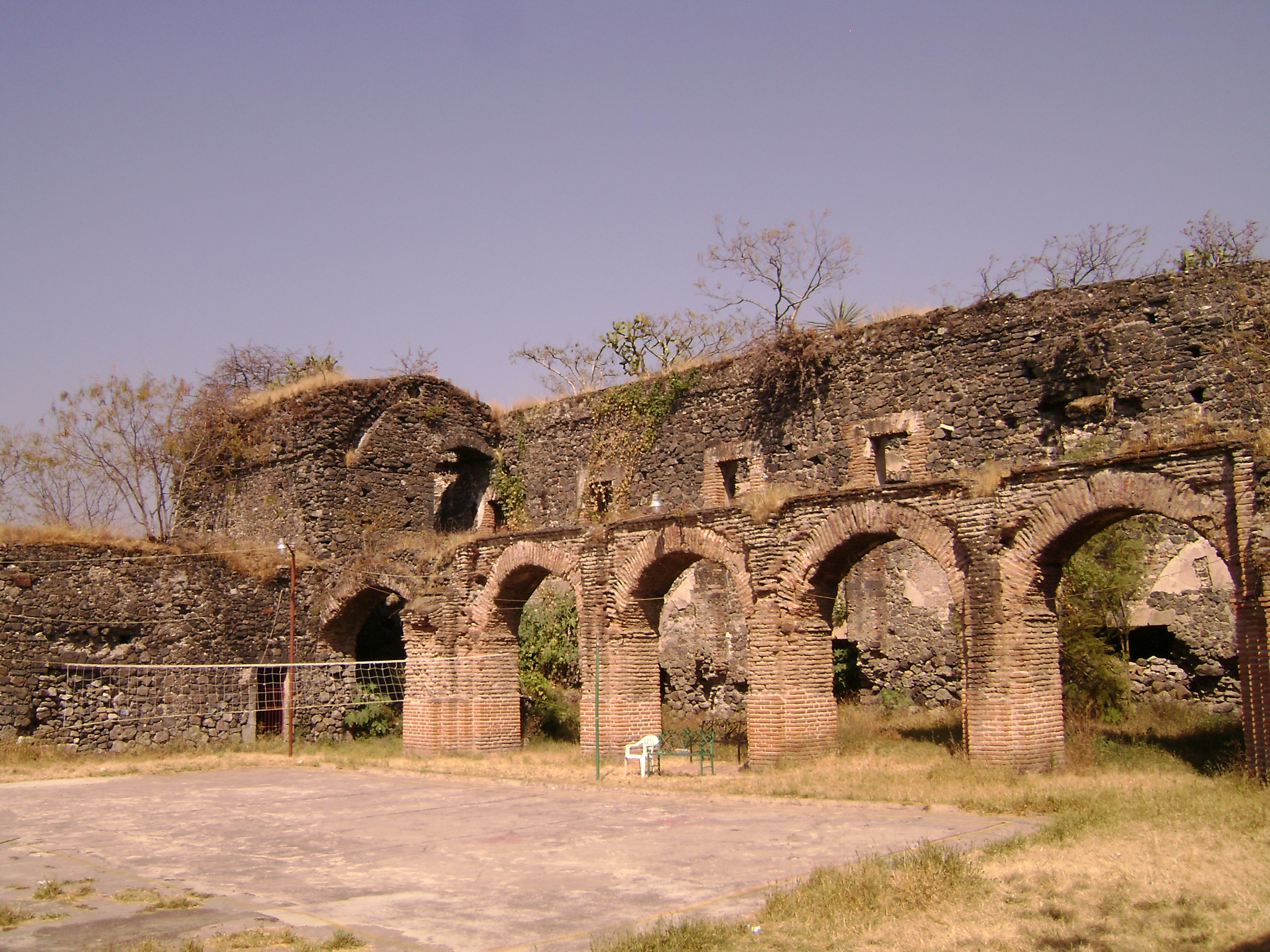
Exhospital de la Santa Cruz

En la época colonial esta región fue uno de los principales centros desde donde los frailes franciscanos, dominicos y agustinos llevaron a cabo su labor de evangelización hacia el resto de la Nueva España. En el mismo poblado de Oaxtepec fundaron el Hospital de la Santa Cruz, uno de los primeros en América, y al que, por su fama, acudían enfermos desde lejanas tierras, como Guatemala y Perú.
Cercano al sitio donde se desplantó el jardín botánico y los baños de Moctezuma II la orden hospitalaria de los Hermanos de la Caridad, mejor conocidos como los Hipólitos establece en el año de 1586 el Hospital de la Santa Cruz de Cristo, bajo la dirección de Fray Domingo de Ibarra, hombre de confianza del fundador de la orden Bernardino Álvarez.
Quedando así en el siglo XVI edificado el único hospital en Hispanoamérica donde se utilizaba para la curación los conocimientos de medicina hispano-árabe y la herbolaria indígena.
Fue el siglo XVII la época de su esplendor, pues por su fama y milagrosas curas llegó a tener 75 camas en uso. Desgraciadamente a mediados del siglo XVIII se habla de que el hospital fue abandonado, situación provocada por la Corona al suprimir su uso en el año de 1820.

## Centro Vacacional IMSS Oaxtepec "Adolfo López Mateos"

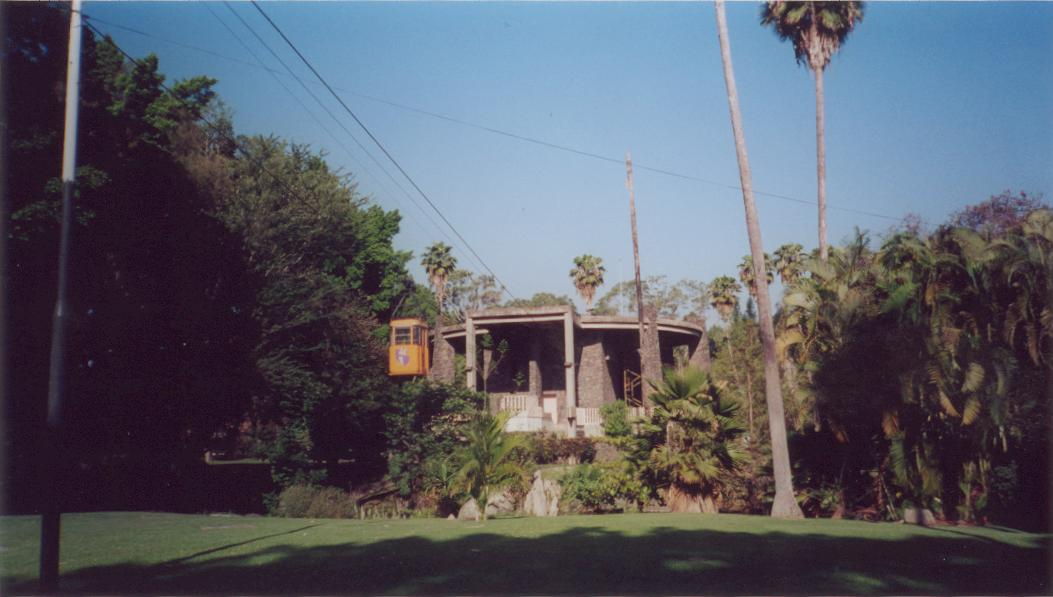
Teleférico ubicado en el centro vacacional.

El Centro Vacacional IMSS Oaxtepec "Adolfo López Mateos", es un complejo turístico y de convenciones de 120 hectáreas, inaugurado el 28 de noviembre de 1964. Está ubicado a 75 minutos de la Ciudad de México, a una altitud de 1360 m (4461′ 11″) sobre el nivel del mar.

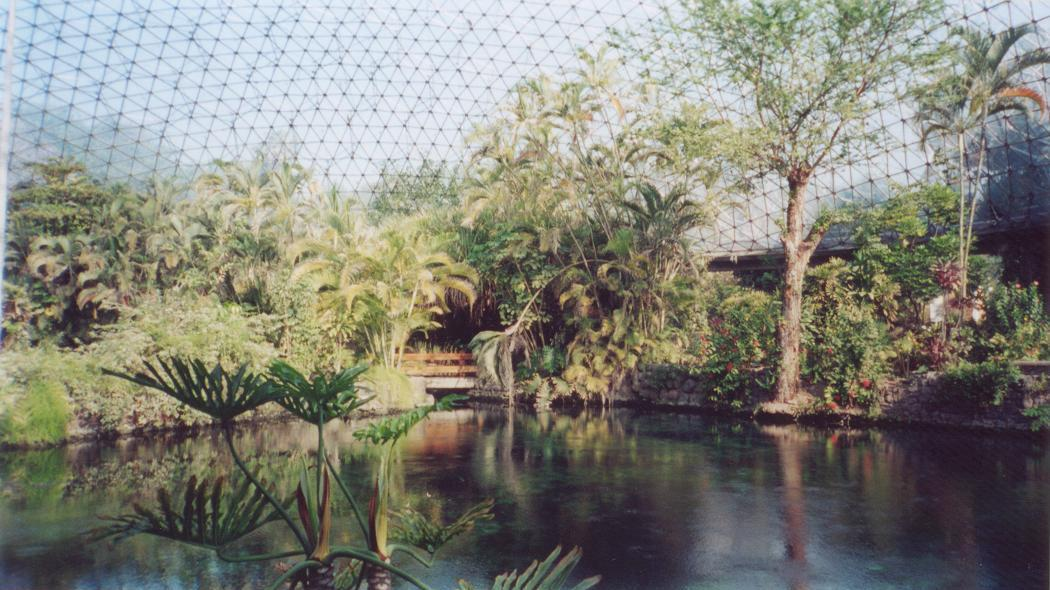
Cúpula geodésica del Centro Vacacional.

Tiene como finalidad proporcionar espacios para realizar eventos como convenciones, exposiciones, ferias comerciales y deportivas, dentro de un ambiente natural, contando para ello con instalaciones y equipo multimedia.
En 1988, el IMSS licitó 23 hectáreas del Centro Vacacional Adolfo López Mateos IMSS Oaxtepec a la empresa Promotora de Centros de Esparcimiento. En 1999, se abrió el Parque Acuático Oaxtepec (PAO), el cual fue declarado en quiebra en 2011.
En 2014, el IMSS puso nuevamente en licitación pública el terreno que ocupaba el Parque Acuático Oaxtepec. En 2016, se anunció que Six Flags México fue la empresa ganadora del contrato de arrendamiento, mediante el cual se le concedió el uso y goce temporal del terreno. El 30 de mayo de 2017, fue inaugurado Six Flags Hurricane Harbor Oaxtepec.
A finales de 2020, el director del IMSS, Zoé Robledo, anunció la habilitación temporal del Centro Vacacional como un albergue para enfermos no graves con COVID-19, donde los derechohabientes recibirán cuidados médicos durante la cuarentena, con el fin de evitar cadenas de contagio.